# Renacimiento sumerio

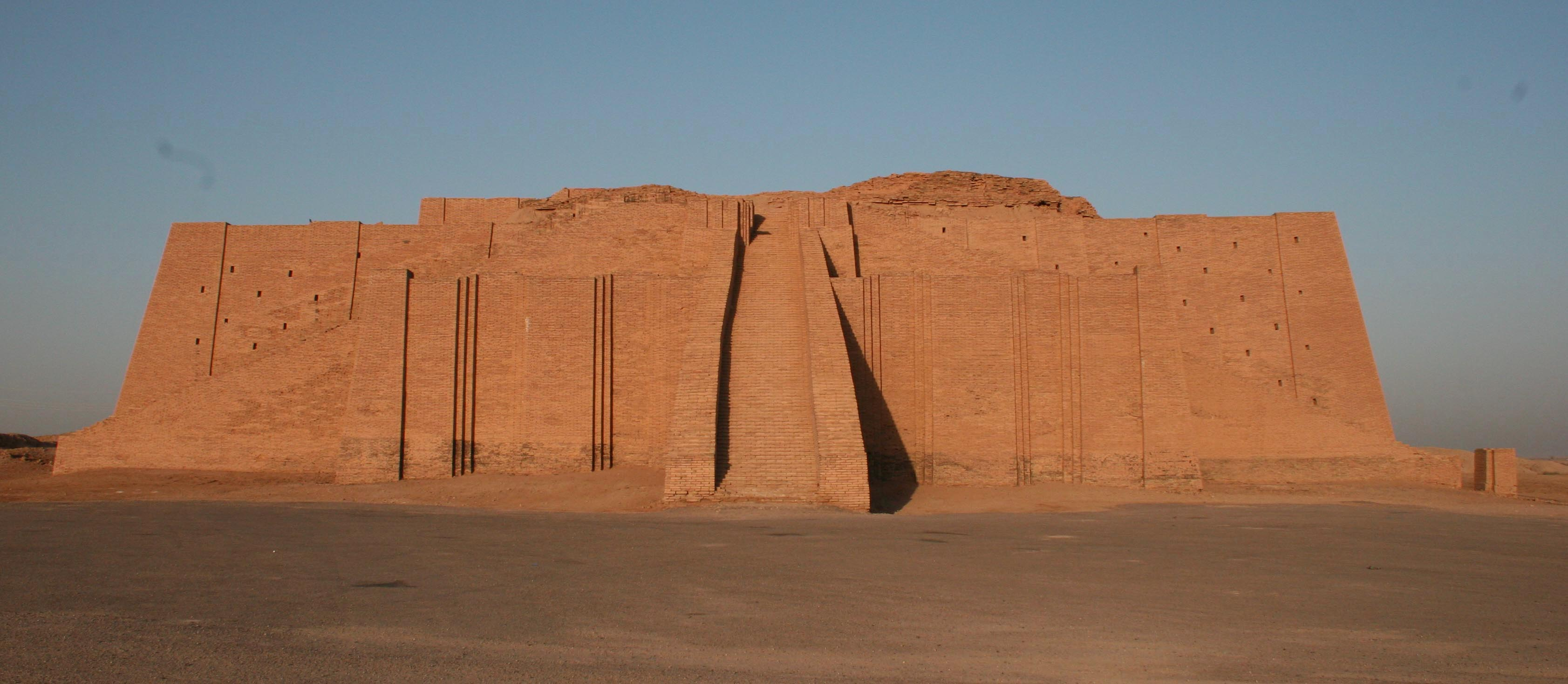
Zigurat de Ur.

El renacimiento sumerio es un período de la historia de Mesopotamia que comprende los años entre la caída del Imperio acadio y el período de las dinastías amorritas de Isin y Larsa —ambos con gobiernos de origen semita—, entre los siglos XXII a. C. y XXI a. C. Dentro de esta etapa se destacan los años de la llamada Tercera Dinastía de Ur o Ur III, por darse en estos una nueva hegemonía que abarcaría toda Mesopotamia, esta vez con la ciudad de Ur a la cabeza.

## Sumeria sobrevive a la invasión Guti

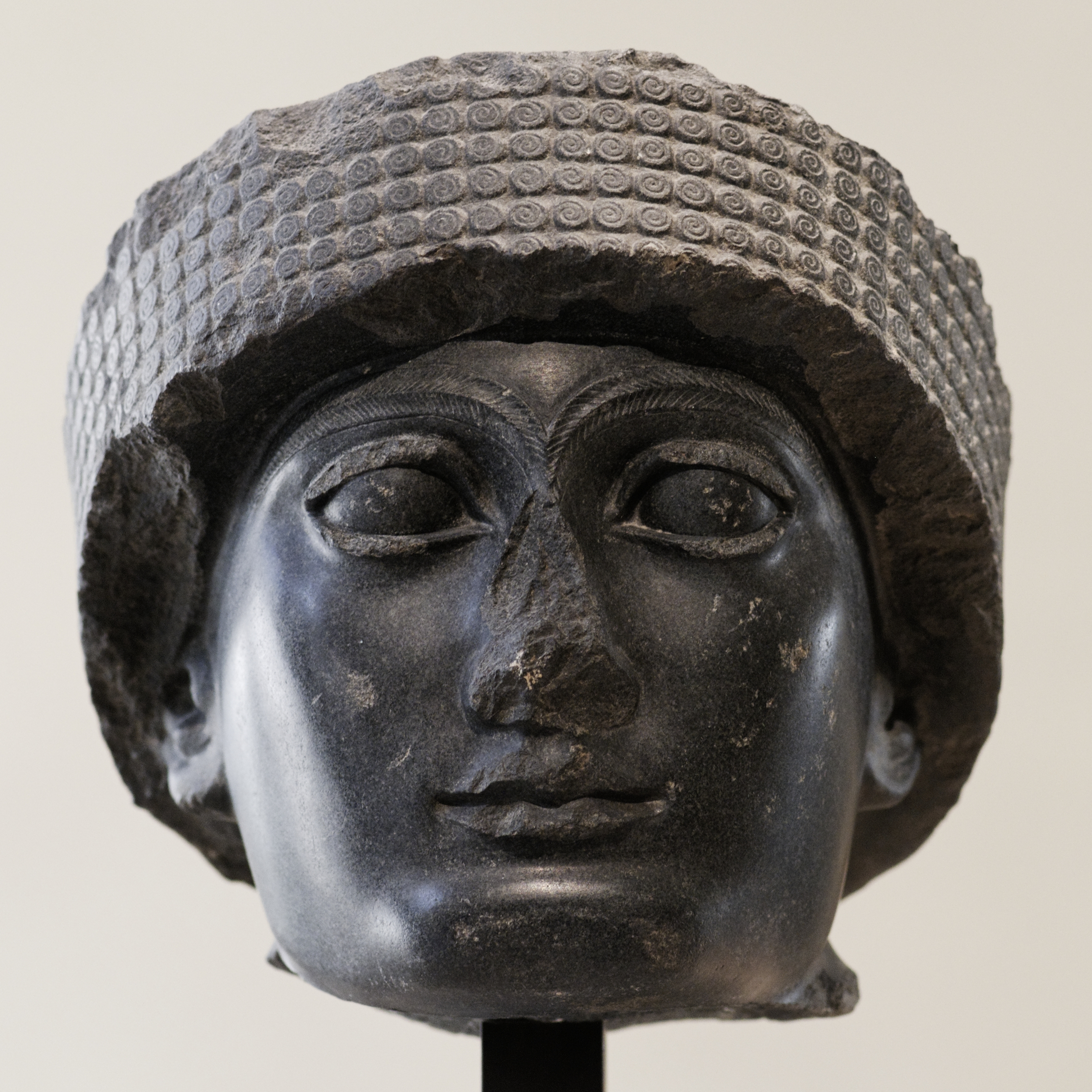
Figura de Gudea, patesi o gobernador de Lagash, en el Museo del Louvre. La figura está realizada en diorita, un duro material que las ciudades importaban del valle del Indo, situado a unos 2.000 km al oriente de Mesopotamia.

Pese a la irrupción de los nómadas gutis, que provocaron continuos saqueos, arrasaron ciudades y campos, y dificultaron el comercio, el fin del Imperio Acadio no trajo la decadencia, al menos en la zona sur de Mesopotamia. Las distintas ciudades se organizaron en pequeños reinos. La propia Agadé, anterior capital imperial, mantuvo un pequeño Estado en los territorios próximos a ella, el cual sobrevivió durante 30 años, hasta que fue conquistado por los nómadas. Posteriormente, se supone una hegemonía de Uruk porque así se nombra en la lista Real Sumeria, pero aparte de los nombres de la lista no hay ningún dato más para afirmarlo o negarlo. 

## Lagash
De este período, la historia que mejor se conoce es la de Lagash: primero se conocen los nombres de los ensi, vasallos de los sargónidas de Acad: Kikuid contemporáneo de Rimush, Engilsa contemporáneo de Manishtushu, Ura contemporáneo de Naram-Sin y Lugalshumgal contemporáneo de Naram-Sin y Sharkalisharri. Después, se sabe de una serie de gobernadores que podrían haber estado subordinados a Uruk: Puzurmama, Urutu, Urmama, Lubau, Lugula y Kaku. Tras ellos la ciudad consigue la hegemonía en la región, en la que se denomina Segunda Dinastía de Lagash: Urbaba, Gudea, Urningirsu, Pirigme, Urgar y Mammakhani; que representan una sucesión familiar continuada (de padre a hijo o de suegro a yerno).
Urbaba (2164 a. C. a 2144 a. C.) fue el primero de los monarcas que ejerció la hegemonía; su hija Enanepeda fue nombrada sacerdotisa de la diosa Nannar en Ur, lo que puede indicar que dominaba en esta ciudad. Durante el reinado de Gudea, consta el dominio de Lagash sobre Nippur, Adab, Uruk y Badtibira. 
Pese a que durante su reinado, Lagash realizó una expedición de conquista sobre Elam, se considera que Gudea fue un rey relativamente pacífico, más interesado en el comercio que en la conquista. Así, en una inscripción se celebra que consiguió reabrir el comercio «del mar superior al mar inferior»  y se sabe que mantuvo contactos comerciales con las áreas madereras de las actuales Siria y Líbano; con Magan, en el actual Omán, y con el valle del Indo, de donde se obtuvo diorita, cobre y oro. Todos estos materiales se emplearon en la elaborada escultura característica de este período, de la que destacan las numerosas figuras del monarca. Estas esculturas estaban diseñadas especialmente para decorar los templos, que vivieron importantes reconstrucciones durante el reinado de Gudea. De estas construcciones destacan los templos de Ningirsu (cuyas ruinas se perdieron en las primeras excavaciones) y de Nanshe, el cual, según una inscripción, Gudea emprendió tras una aparición divina en sueños. La prosperidad continuó con los reyes Urningirsu y Pirigme.

## Tercera dinastía de Ur
Durante el período posterior fue Uruk, con el reinado de Utu-hegal quien obtuvo una posición predominante. El nuevo monarca venció al jefe de los nómadas gutis, Tirigan, que fue tomado prisionero, tras lo cual se nombró «rey de las cuatro regiones». Utu-hegal fue sucedido por Ur-nammu, el cual no se sabe si pertenecía a su dinastía o fue un usurpador. Se ha especulado que podría tratarse de su hermano. El nuevo rey se esforzó por hacer realidad el título que había heredado; atacó las ciudades vecinas y conquistó Nippur, Uruk, Larsa, Ur, Eridu y Lagash, cuyo rey Nammahni fue muerto. Tras esto, decidió trasladar la capital de su Estado desde Uruk a Ur, fundando una nueva dinastía; la III dinastía de Ur. El motivo de este traslado no está claro, aunque es posible que Ur-Nammu hubiese sido gobernador de esta ciudad antes de recibir el trono de Uruk.

Extensión del imperio de la Tercera Dinastía de Ur (el norte se ubica a la derecha).

- Ur-nammu se dio a sí mismo el título de «rey de Sumer y de Acad», si bien no se conocen con precisión los límites de sus dominios. Se han encontrado inscripciones suyas en numerosas ciudades sumerias —Nippur, Lagash, Uruk, Larsa, Eridu y Ur— e incluso en curso alto del río Diyala,[5] pero ninguna en Acad, por lo que es posible que el título fuese más honorífico que real. Durante su reinado se realizaron reformas: se redactó el llamado código de Ur-nammu, se unificó la jurisprudencia, se fijó la equivalencia entre las diferentes monedas existentes, se abrieron canales y se reconstruyeron los templos.[4]

- Su hijo y sucesor Shulgi, consolidó el reino durante sus 48 años de gobierno. Los primeros 23 años de su reinado se centró en tareas administrativas: introdujo como medida de volumen el gur (200 litros), reconstruyó numerosos templos, reformó el ejército creando un cuerpo de arqueros y restauró la ciudad de Der, en los límites orientales del imperio. Fue en esta frontera donde Shulgi tendría que afrontar los primeros conflictos. Durante cuatro años se enfrentó a los pueblos seminómadas que habitaban los montes Zagros al sur del Zab inferior. Buscando el apoyo de Elam en el conflicto, Shulgi casó a su hija con el gobernador de Anshan. La diplomacia fracasó, y cuatro años después el imperio de Ur se enfrentó a Elam; venciendo tras dos años de guerra. Un nuevo período de nueve años de paz siguió al conflicto, pasado el cual todos los pueblos seminómadas de los Zagros formaron una coalición que atacó de nuevo al imperio.[4]

- Fue el sucesor de Shulgi, Amar-Sin quien consiguió sofocar este nuevo conflicto. Entre sus actuaciones destacó la conquista y destrucción de Arbela —Urbilum en sumerio—, a orillas del Zab inferior. El resto de su reinado transcurrió de forma relativamente pacífica, si bien se incrementó la llegada de nómadas procedentes del desierto de Arabia, que se fueron asentando en la zona central de Mesopotamia, o Acad.[6]

- Así, su sucesor Shusin (2036 a. C.-2028 a. C.) construyó un sistema de fortificaciones de 270 km, llamado muralla de los Martu, que debía detener las incursiones de los Martu o amorreos y de los tidnum (o Ttidanum), otra tribu semita nómada.

- Ibbi-Sin, hermano de Shusin fue el último soberano de la dinastía. En la frontera occidental, los amorreos traspasaron las barreras cortando los caminos al comercio y arrasando las cosechas. Este destrozo provocó hambrunas en las ciudades centrales del imperio, produciéndose rebeliones y la rendición de muchas de ellas. En esta situación, Shusin dejó el mando de las regiones fronterizas a un funcionario llamado Ishbi-Erra, hasta entonces gobernador de Mari.[6] Tras una derrota del rey contra los elamitas, el mismo Ishbi-Erra se levantó contra el imperio, fundando una dinastía propia en Isin, al norte de Ur. En 2003 a. C. la propia Ur caía ante los nómadas de los Zagros, que arrasaron la ciudad, saqueando los templos y destruyendo las viviendas.[4][6]

## Las dinastías amorritas

### Isin

Isin y Babilonia durante la dinastía casitas, siglo XIII a. C.

El imperio de Ur no fue sucedido por otro Estado que abarcase toda Mesopotamia, pese a lo cual, no parece que este fuese un período de caos ni destrucción social. Fue Ishbi-Erra, con su reino centrado en Isin, quien consiguió el dominio de gran parte de las ciudades sumerias, en una hegemonía parcial que duraría medio siglo. En los primeros años de su reinado consiguió desarmar a las bandas de bandidos nómadas que impedían el comercio con las regiones de más al norte, tras lo cual se siguió un período de paz que se mantuvo durante el reinado de sus sucesores.

### Larsa
Sin embargo, algunas ciudades sumerias no estaban controladas por la dinastía de Isin. A partir del reinado de Lipit-Ishtar, una de ellas empezó a destacar: era Larsa. El florecimiento de Larsa se hizo evidente hacia el 1930 a. C., cuando el rey Gungunum conquistó Elam, el valle del Diyala y, finalmente, la antigua ciudad de Assur. Unos cinco años después, tras conquistar la ciudad de Ur, Gungunum se autonombró «rey de Sumeria y de Acad». Su sucesor Abisare prosiguió la expansión del reino, conquistando las ciudades acadias de Kish y Akusum así como Nippur. Ya en el siglo XIX a. C., el rey Bur-Sin de Isin trató de frenar el avance de Larsa conquistando Ur y Nippur, pero su iniciativa debió fracasar ya que hacia mediados de siglo, Isin había perdido todo territorio más allá de la propia ciudad.

### Babilonia
Durante esta primera dinastía de Larsa, una ciudad hasta entonces poco importante, Babilonia, fundó un principado en el territorio de Acad, más al norte, que incluía las ciudades de Sippar, Dilbat y Kazallu. En el sur, el control de Larsa tampoco era total y a finales del siglo XIX a. C., durante el reinado de Rim-Sin I, una coalición de ciudades se levantó contra su poder. Entre las ciudades rebeldes se encontraban Uruk, Isin y también Babilonia. Las dos primeras cayeron en 1803 a. C. y 1793 a. C. respectivamente. Un nuevo rey, Hammurabi, llegó al trono de Babilonia mientras Rim-Sin se preparaba para la conquista. El nuevo monarca no sólo impidió los planes de Rim-Sin, sino que le venció totalmente, tras lo cual emprendería la conquista de prácticamente la totalidad de Mesopotamia, formando el llamado Imperio paleobabilónico.

## Administración

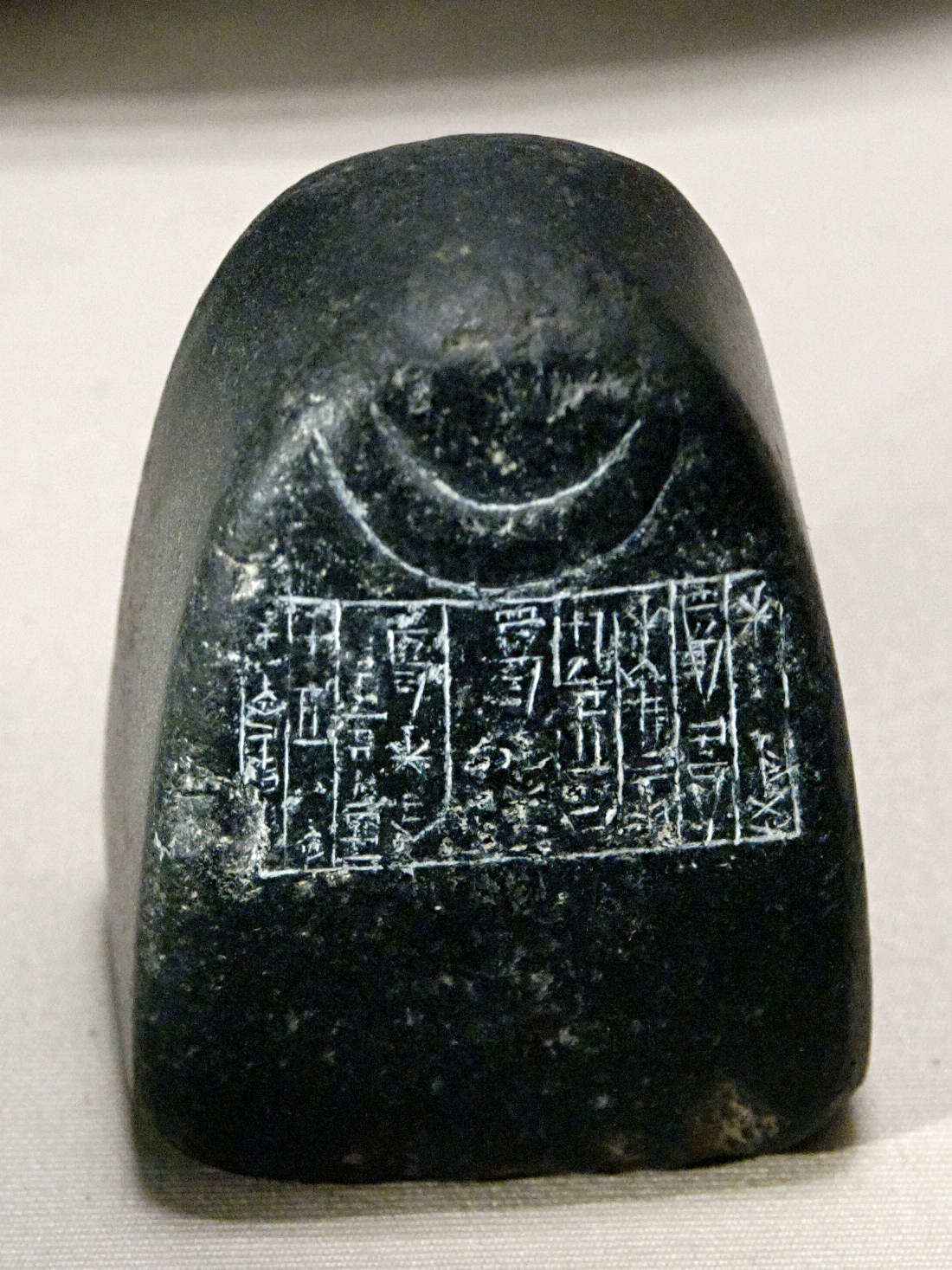
Peso de referencia de media mina, una unidad de medida que equivalía a 248 gramos. Está firmado por el rey Shulgi y lleva el emblema del dios luna Nannar.

Durante el imperio de Ur se desarrolló una importante burocracia, tal y como se muestra en los cientos de miles de tablillas que se han encontrado que reflejan todo tipo de actividades: contratos, contabilidad, salarios, horarios de trabajo, reservas de provisiones, registro de los impuestos, etc. Este trabajo administrativo era llevado a cabo por funcionarios cuya labor era supervisada por otros funcionarios de mayor rango como el aga-ush (policía), nu-banda (inspector) o mashkim (comisario). Para unificar los registros de las distintas regiones, se creó un sistema de medidas estándar y se ideó un nuevo calendario que definía cada año con algún suceso importante sucedido en él.
El territorio estaba dividido en diferentes regiones a cuyo cargo había un gobernador militar o shagin y un gobernador civil o ensi. Las atribuciones de cada uno variaban según las distintas circunscripciones pero en general, el ensi se dedicaba a tareas como la justicia, las ofrendas de los templos y el pago de los salarios. En algunas regiones fronterizas el shagin se encargaba también de tareas agrícolas y de las infraestructuras de riego.
Otra parte importante de la administración del Estado fue el sistema de correo, que contaba con un completo sistema de postas y de caminos. Las mercancías eran transportadas por los sukkal, que estaban considerados funcionarios de alto nivel y trabajaban bajo el mando de un sukkalmah, jefe de correo.

## Economía

Regiones productoras de metales utilizados en Mesopotamia. Pese a que la región carecía de yacimientos de metales propios, fueron sus habitantes los que, mediante el comercio, controlaron este bien.

Al igual que la administración, la economía en el período de Ur estaba fuertemente centralizada. La producción agrícola estaba en gran parte controlada por el Estado, que reservaba una parte importante de la producción al mantenimiento de los templos. Otra parte de esta manutención corría a cargo de las ciudades. Para organizar todas las ofrendas, Shulgi ordenó la construcción de un gran depósito en Drehem, cerca de Nippur.
Entre las actividades industriales y manufactureras destacaba la producción textil, que era llevada a cabo principalmente por mujeres. En general, los artesanos pertenecían a la clase de los eren, formada en gran parte por esclavos de guerra. En el período de Ur, gran parte de estos esclavos eran de procedencia elamita, dadas las numerosas guerras vividas entre ese pueblo y los sumerios. Pese a que los eren tenían menos libertad jurídica que otras clases, su situación podía mejorar según cuales fuesen sus habilidades.
Entre las actividades comerciales destacaba la importación de metales, a la que se sumaba el comercio de marfil, piedras preciosas y maderas. Gran parte de estos materiales provenían de la ruta del golfo Pérsico, con origen en Magan (en el actual Omán) y el valle del Indo. El cobre también se obtenía de la península de Anatolia y la plata provenía del Elam. 
El método de intercambio seguía basándose principalmente en el trueque, en el que Mesopotamia aportaba bienes como telas, lana o dátiles. Sin embargo en este período también comienza a popularizarse el uso del dinero.

## Sociedad
Durante el período de Ur III, a las distinciones sociales basadas en los derechos legales del ciudadano, que distinguían entre esclavos y hombres libres, se reafirmó una nueva división según el estatus económico de cada individuo. Así, entre los hombres libres se distinguían entre los mashda o posteriormente mushkenum y los dirigentes de la sociedad, mientras que la clase inferior no era específicamente la de los esclavos si no la de los eren, formada por todo tipo de trabajadores que compartían su baja capacidad económica. Los eren podían ser o no esclavos, pero igualmente carecían de muchos derechos, como la libertad de desplazarse sin permiso de su supervisor.
La esclavitud, sin embargo, no iba asociada necesariamente a una forma de vida humilde, ya que dentro de los esclavos se distinguían a su vez varios tipos. Los ir o geme se dedicaban al trabajo doméstico y de servicio, y su labor no era generalmente más pesada que la de los ciudadanos con mayores derechos jurídicos. Parte de los miembros de esta clase provenían de familias pobres, habiendo sido entregados por sus padres para asegurarles una mejor situación económica.
Sin embargo otro grupo de esclavos, denominados namra, sufrían una situación más precaria. Los namra eran generalmente prisioneros de guerra, y pertenecían en su totalidad a la clase de los eren. Las tareas que realizaban, generalmente más pesadas que las de otros grupos, incluían la construcción de infraestructuras o incluso tareas militares.